# Wahlkreis Mittelgrönland
Der Wahlkreis Mittelgrönland war von 1979 bis 1999 ein grönländischer Wahlkreis für die Wahl zum Inatsisartut. Der Wahlkreis umfasste die Gemeinden Paamiut, Nuuk, Maniitsoq und Sisimiut.

## Vertreter
Folgende Personen vertraten den Wahlkreis:
| Wahlperiode | Mitglied | Mitglied                  | 1. Stellvertreter         | 2. Stellvertreter    | Anmerkung                                                     |
| ----------- | -------- | ------------------------- | ------------------------- | -------------------- | ------------------------------------------------------------- |
| 1979–1983   |          | Lars Chemnitz             | Thomas Berthels           | Maria Meyer          |                                                               |
| 1979–1983   |          | Lars Emil Johansen        | Jens Heilmann             | Svend Møller         |                                                               |
| 1979–1983   |          | Niels Carlo Heilmann      | Isak Lyberth              | Andreas Lyberth      |                                                               |
| 1979–1983   |          | Thue Christiansen         | Lauritz Kreutzmann        | Martha Labansen      |                                                               |
| 1979–1983   |          | Moses Olsen               | Hans Kleist               | Aqissiaq Møller      | Ausgleichsmandat                                              |
| 1979–1983   |          | Anguteeraq Davidsen       | Jonas Jeremiassen         | Kaj Rohmann Hansen   |                                                               |
| 1983–1984   |          | Lars Chemnitz             | Daniel Skifte             | Maria Meyer          |                                                               |
| 1983–1984   |          | Lars Emil Johansen        | Jens Lyberth              | Svend Møller         |                                                               |
| 1983–1984   |          | Moses Olsen               | Hans Kleist               | Ôdâĸ Olsen           |                                                               |
| 1983–1984   |          | Aqqaluk Lynge             | Avva Mathiassen           | Villads Jensen       |                                                               |
| 1983–1984   |          | Niels Carlo Heilmann      | Bartholomæus Rosing       | Andreas Lyberth      |                                                               |
| 1983–1984   |          | Allan Idd Jensen          | Jan Streit Christoffersen | Peter Mathæussen     |                                                               |
| 1983–1984   |          | Anguteeraq Davidsen       | Emilie Lennert            | Louis Olsen          |                                                               |
| 1983–1984   |          | Hans Pavia Rosing         | Agnethe Davidsen          | Samuel Olsen         |                                                               |
| 1984–1987   |          | Otto Steenholdt           | Daniel Skifte             | Allan Idd Jensen     |                                                               |
| 1984–1987   |          | Lars Emil Johansen        | Marius Olsen              | Svend Møller         | Lars Emil Johansen trat am 26. Mai 1986 zurück.               |
| 1984–1987   |          | Jens Lyberth              | Ole Heinrich              | Ejnar Lyberth        |                                                               |
| 1984–1987   |          | Moses Olsen               | Hans Kleist               | Ôdâĸ Olsen           |                                                               |
| 1984–1987   |          | Aqqaluk Lynge             | Avva Mathiassen           | Morten Heinrich      |                                                               |
| 1984–1987   |          | Niels Carlo Heilmann      | Bartholomæus Rosing       | Andreas Lyberth      |                                                               |
| 1984–1987   |          | Jan Streit Christoffersen | Allan Idd Jensen          | Frank Tommerup       |                                                               |
| 1984–1987   |          | Emilie Lennert            | Kaj Rohmann Hansen        | Sofie Lennert        |                                                               |
| 1984–1987   |          | Henriette Rasmussen       | Stina Jakobsen            | Ellen Hammeken       | Ausgleichsmandat                                              |
| 1987–1991   |          | Lars Chemnitz             | Ane-Sofie Grødem          | Mogens Kleist        |                                                               |
| 1987–1991   |          | Otto Steenholdt           | Daniel Skifte             | Karl Lyberth         |                                                               |
| 1987–1991   |          | Lars Emil Johansen        | Marius Olsen              | Seth Lyberth         |                                                               |
| 1987–1991   |          | Aqqaluk Lynge             | Avva Mathiassen           | Johan Lund Olsen     |                                                               |
| 1987–1991   |          | Moses Olsen               | Simon Olsen               | Ôdâĸ Olsen           |                                                               |
| 1987–1991   |          | Henriette Rasmussen       | Stina Jakobsen            | Nukakuluk Kreutzmann | Ausgleichsmandat                                              |
| 1987–1991   |          | Jens Lyberth              | Ejnar Lyberth             | Jens Johansen        |                                                               |
| 1987–1991   |          | Emilie Lennert            | Kaj Rohmann Hansen        | Sofie Lennert        |                                                               |
| 1987–1991   |          | Niels Carlo Heilmann      | Bartholomæus Rosing       | Andreas Lyberth      |                                                               |
| 1987–1991   |          | Nikolaj Heinrich          | Morten Heinrich           | Themothæus Henriksen | Ausgleichsmandat                                              |
| 1991–1995   |          | Otto Steenholdt           | Daniel Skifte             | Jens Lennert         |                                                               |
| 1991–1995   |          | Lars Emil Johansen        | Marius Olsen              | Ingmar Egede         |                                                               |
| 1991–1995   |          | Bjarne Kreutzmann         | Svend Junge               | Jens Kreutzmann      |                                                               |
| 1991–1995   |          | Emil Abelsen              | Ejnar Lyberth             | Anton Siegstad       |                                                               |
| 1991–1995   |          | Lars Chemnitz             | Ane-Sofie Grødem          | Azar Heilmann        |                                                               |
| 1991–1995   |          | Aqqaluk Lynge             | Hjalmar Dahl              | Kiista Lynge Høegh   |                                                               |
| 1991–1995   |          | Ove Rosing Olsen          | Hans Kleist               | Kaaleeraq Bech       |                                                               |
| 1991–1995   |          | Emilie Lennert            | Sofie Lennert             | Abel Ludvigsen       | Ausgleichsmandat                                              |
| 1991–1995   |          | Henriette Rasmussen       | Nukakuluk Kreutzmann      | Makki Joelsen        |                                                               |
| 1991–1995   |          | Hans Pavia Egede          | Petrus Biilmann           | Peter Hammeken       | Ausgleichsmandat                                              |
| 1991–1995   |          | Johan Lund Olsen          | Johanne Petrussen         | Leif Fontaine        | Ausgleichsmandat                                              |
| 1991–1995   |          | Nikolaj Heinrich          | Themothæus Henriksen      | Nicoline Berthelsen  | Ausgleichsmandat                                              |
| 1995–1999   |          | Lars Emil Johansen        | Paaviaaraq Heilmann       | Kaaleeraq Bech       | Lars Emil Johansen trat am 19. September 1997 zurück.         |
| 1995–1999   |          | Otto Steenholdt           | Juliane Egede Johansen    | Aggooraq Lynge       |                                                               |
| 1995–1999   |          | Karl Lyberth              | Elisa Christiansen        | Ole Rafaelsen        | Karl Lyberth wechselte am 24. Oktober 1995 zur Siumut.        |
| 1995–1999   |          | Agnethe Davidsen          | Laannguaq Lynge           | Myrna Lynge          | Agnethe Davidsen trat im Frühjahr 1997 zurück.                |
| 1995–1999   |          | Johan Lund Olsen          | Leif Fontaine             | Johanne Petrussen    |                                                               |
| 1995–1999   |          | Kuupik Kleist             | Manasse Berthelsen        | Elisa Jeremiassen    | Ausgleichsmandat; Kuupik Kleist trat im November 1996 zurück. |
| 1995–1999   |          | Siverth K. Heilmann       | Daniel Heilmann           | Jakob Lyberth        |                                                               |
| 1995–1999   |          | Hans Enoksen              | Anthon Siegstad           | Tage Lennert         |                                                               |
| 1995–1999   |          | Anders Nilsson            | Allan Idd Jensen          | Jonas Nilsson        |                                                               |
| 1995–1999   |          | Bjarne Kreutzmann         | Svend Junge               | Jens Kreutzmann      | Ausgleichsmandat                                              |
| 1995–1999   |          | Ruth Heilmann             | Hans Pavia Rosing         | Marianne Møller      |                                                               |
| 1995–1999   |          | Daniel Skifte             | Lise Egede                | Søren Brandt         | Ausgleichsmandat                                              |